# 山陽女子短期大学
山陽女子短期大学（さんようじょしたんきだいがく、英語: Sanyo Women's College）は、広島県廿日市市佐方本町1-1に本部を置く日本の私立大学。1929年創立、1963年大学設置。大学の略称は山短（さんたん）。

## 概観

### 大学全体
- 広島県廿日市市に所在する日本の私立短期大学で、設置主体は学校法人山陽女学園[1]。1963年に開学し、学科数は3[注 1]、専攻科1専攻からなり、短大のキャンパス内には同系列となっている広島歯科技術専門学校がある。

### 教育および研究
- 山陽女子短期大学では、調理師を養成する課程が設置されている。食物栄養学科の栄養士を養成する過程では、短大附属幼稚園での給食実習がある。
- 2007年には、同じ学校法人経営だった広島医学技術専門学校を改組して、臨床検査学科を設置している。
- オーストラリアでの研修がある。

### 学風および特色
- 山陽女子短期大学は、「愛・優・輝」がモットーされている。すなわち、「愛」する心と「優」しさをあわせもつ「輝」ける女性の育成を目標としている。
- マナーや社会常識を含む教養と資格取得に向けた教育を重視している。

## 沿革
- 1929年
  - 山陽高等女学校が設置される。
- 1951年
  - 2月4日 学校法人が成立する[2]。
- 1963年
  - 1月21日 左記を以て文部省[注 2]より短期大学の設置が認可される[3]。
  - 4月1日 山陽女子短期大学が以下の学科体制にて開学[4]。
    - 家政科 入学定員50名[注 3]

  - 5月1日 学生数[6]/定員
    - 家政科 62[注釈 1]/50
- 1964年
  - 5月1日 学生数[7]/定員
    - 家政科 84[注釈 1]/100
- 1965年
  - 4月1日 以下の学科を増設する[8]。
    - 国文科 入学定員50名[注 4]

  - 5月1日 学生数[10]/定員
    - 家政科 99[注釈 1]/100
    - 国文科 34[注釈 1]/50
- 1966年
  - 4月1日 以下の学科を増設する[11]。
    - 食物栄養科 入学定員50名[注 5]

  - 5月1日 学生数[13]/定員
    - 家政科 181[注釈 1]/100
    - 国文科 75[注釈 1]/100
    - 食物栄養科 55[注釈 1]/50
- 1967年
  - 5月1日 学生数[14]/定員
    - 家政科 205[注釈 1]/100
    - 国文科 77[注釈 1]/100
    - 食物栄養科 110[注釈 1]/100
- 1985年
  - 5月1日 学生数[15]/定員
    - 家政科 188[注釈 1]/100
    - 国文科 146[注釈 1]/100
    - 食物栄養科 116[注釈 1]/100
- 1986年
  - 4月1日 以下の通り入学定員増あり[注 6]。
    - 家政科 50→80[注釈 2]
    - 国文科 50→90[注釈 2]
    - 食物栄養科 50→80[注釈 2]

  - 5月1日 学生数[22]/定員
    - 家政科 170[注釈 1]/130
    - 国文科 135[注釈 1]/140
    - 食物栄養科 124[注釈 1]/130
- 1987年
  - 5月1日 学生数[23]/定員
    - 家政科 192[注釈 1]/160
    - 国文科 200[注釈 1]/180
    - 食物栄養科 177[注釈 1]/160
- 1991年
  - 4月1日 以下の通り、学科名の改称及び入学定員増あり[注 7]。
    - 家政科→生活学科 80→100[注釈 3]
    - 国文科→国文学科 90→100[注釈 3]
    - 食物栄養科→食物栄養学科 80→100[注釈 3]

  - 5月1日 学生数[29]/定員
    - 生活学科 230[注釈 1]/180
    - 国文学科 279[注釈 1]/190
    - 食物栄養学科 212[注釈 1]/180
- 1992年
  - 5月1日 学生数[注 8]/定員
    - 生活学科 267[注釈 1]/200
    - 国文学科 246[注釈 1]/200
    - 食物栄養学科 226[注釈 1]/200
- 1997年
  - 4月1日 国文科を日本語日本文学科に改称[32]
  - 5月1日 学生数[33]/定員
    - 生活学科 173[注釈 1]/200
    - 日本語日本文学科 37[注釈 1]/100
      - 国文学科 74[注釈 1]/100

    - 食物栄養学科 247[注釈 1]/200
- 1998年
  - 5月1日 学生数[34]/定員
    - 生活学科 171[注釈 1]/200
    - 日本語日本文学科 72[注釈 1]/200
    - 食物栄養学科 223[注釈 1]/200
- 1999年
  - 4月1日
    - 生活学科を人間生活学科に改称[35]。
    - 以下の学科については、この年度で学生募集を最終とする[注 9]。
      - 日本語日本文学科[注 10]

  - 5月1日 学生数[39]/定員
    - 人間生活学科 64[注釈 1]/100
      - 生活学科 94[注釈 1]/100

    - 日本語日本文学科 71[注釈 1]/200
    - 食物栄養学科 202[注釈 1]/200
- 2004年
  - 4月1日 人間生活学科の入学定員を100→50に減員[注 11]。
- 2007年
  - 4月1日 以下の学科を増設する[注 12]。
    - 臨床検査学科 入学定員40名[注 13]
- 2010年
  - 4月1日 専攻科の設置が認められ、以下の課程を設ける[注 14]。
    - 診療情報管理専攻 入学定員10名[注 15]
- 2014年
  - 1月 平成26年度大学入試センター試験参加短期大学の1校となる[49]。
- 2015年
  - 1月 平成27年度大学入試センター試験参加短期大学の1校となる[50]。
- 2016年
  - 1月 平成28年度大学入試センター試験参加短期大学の1校となる[51]。
  - 4月1日 食物栄養学科の入学定員を100→80に減員[注 16]。
- 2019年
  - 4月1日 以下、入学定員減あり[注 17]。
    - 人間生活学科 50→40
    - 食物栄養学科 80→60
- 2021年
  - 4月1日 以下については、この年度で学生募集を最終とする[注 18]。
    - 専攻科診療情報管理専攻

## 基礎データ

### 所在地
- 広島県廿日市市佐方本町1-1

### 交通アクセス
- 広島電鉄宮島線 山陽女学園前駅下車、徒歩約3分[57]
  - 2号線：広島駅・紙屋町・広電西広島（己斐）駅・広電五日市駅方面 - 山陽女学園前駅 - 広電廿日市駅・広電宮島口駅方面
- JR山陽本線 廿日市駅下車、徒歩約13分
  - JR山陽本線：広島駅・横川駅・西広島駅・五日市駅 - 廿日市駅 - 宮島口駅・岩国駅方面
- 廿日市さくらバス 佐方ルート 山陽女子大バス停、山陽女子大北バス停

### 象徴
- 山陽女子短期大学のカレッジマークは山桜をイメージしている[注 19]。同窓会組織の名称もそこから命名されたものとみられる。

## 教育および研究

### 組織

#### 学科
- 人間生活学科 入学定員40名[1]
  - 医療事務ビジネスコース
  - 人間心理コース
- 食物栄養学科 入学定員60名[1]
  - 栄養管理コース
  - 栄養調理コース
- 臨床検査学科 入学定員40名[1]

##### 過去にあった学科
- 日本語日本文学科 入学定員100名

#### 専攻科
- 診療情報管理専攻 入学定員10名[注 20]

#### 別科
- なし

##### 取得資格について
資格
- 栄養士：食物栄養学科
- 調理師：食物栄養学科の栄養調理コースに所属する必要がある[注 21]

受験資格
- 臨床検査技師：臨床検査学科

教職課程
- かつて中学校教諭二種免許状の課程が設けられていた[注 22]。
  - 家庭：かつての生活学科に設けられていた[注 23]。
  - 国語：かつての日本語日本文学科に設けられていた[注 24]。

### 研究
- 『山陽女子短期大学研究紀要』[65]
- 『山陽女子短期大学紀要』[66]

## 学生生活

### 部活動・クラブ活動・サークル活動
- 山陽女子短期大学のクラブ活動
  - 体育系：剣道・バトンほか。
  - 文化系：華道・茶道・ボランティアほか。

### 学園祭
- 「陽月祭」と呼ばれ、毎年10月に開催される。

## 大学関係者と組織

### 大学関係者組織
- 山陽女子短期大学には「山桜会」と称した同窓会組織がある。

## 施設

### キャンパス
- 本館
- 図書館
- 学生食堂
- 総合科学館
- アリーナ
- 学生寮ほか

## 対外関係

### 他大学との協定

#### オーストラリア
- クイーンズランド大学

### 系列校
- 山陽女学園中等部・高等部
- 広島歯科技術専門学校

## 社会との関わり
- 本短大食物栄養学科の学生が、ファミリーマート企画の『全国女子大生フェア』で中国・四国地区代表として選ばれ、お弁当を共同開発している。
- 「広島県中高大連携公開講座」に参加している。

## 卒業後の進路について

### 編入学・進学実績
- 日本語日本文学科：琉球大学・比治山大学・安田女子大学・徳島文理大学ほか
- 人間生活学科：吉備国際大学・呉大学ほか
- 食物栄養学科